# 姬布瑞拉·安德斯
姬布瑞拉·安德斯（西班牙語：Gabriela Anders，1972年3月17日—），另有譯名加布里埃拉·安德斯，阿根廷女歌手，出生於布宜諾斯艾利斯。專長於爵士音樂、靈魂音樂、拉丁美洲音樂，並善於鋼琴樂器。自1998年出道以來，安德斯持續活躍於美國爵士音樂的歌壇。

## 生涯

### 成長時期
安德斯出生在音樂世家，父親是薩克斯風手，祖父是小提琴家，外婆是鋼琴老師，所以她自小接觸到音樂，並自己摸索樂器古典吉他。在布宜諾斯艾利斯就讀音樂學校時，安德斯接受古典音樂教育、學習彈奏鋼琴，在過程中受到巴西音樂的薰陶之下。1986年，安德斯前往美國紐約，開始接觸到美國的流行音樂與爵士音樂，受到史丹·蓋茲、約翰·柯川、邁爾士·戴維斯、戴克斯特·高登等樂手的影響，吸引安德斯注意他們的演奏方式。高中畢業後，安德斯遠赴紐約定居，接受爵士樂編曲家唐·薩貝斯基指導之下，學習管弦樂的作曲。爾後，陸續與小格佛華盛頓、馬克·安東尼、希莉亞·庫茲、提托·普提等當時知名歌手同台演唱，逐漸累積了自己的歌唱實力，因此也在此時轉往紐約市立大學亨特學院進修碩士。

### 歌手時期
1996年，安德斯前往日本Alpha Music唱片公司，以「Beleza」為名而進行錄製《Fantasia》專輯，並在這一年裡巡迴日本各地演唱，為當時頗受當地媒體的矚目。回美抵達紐約後，安德斯應亞堤·卓恩之邀，與麥可·法蘭克斯一起登台演唱。經過這次合作之後，使得彼此都留下良好的印象，亞堤、麥可都對安德斯的演唱感到興趣，建議她應該將自己的演唱作品展現給唱片公司，於是安德斯採納了他們的建議，隨即寄送出一卷試聽音樂帶給位在紐約市的華納兄弟唱片公司。華納的製作人馬特·皮爾遜雖然有收到安德斯寄送的試聽音樂帶，並也聽取了她的作品，雖然在此之前，安德斯已經累積30首作品，但唱片公司是直到看過現場演唱之後才邀她簽約，因此安德斯成為該公司旗下第一位是以試聽音樂帶而簽約的歌手。
1998年，安德斯正式加入華納後，便錄製個人專輯《Wanting》，這也是她出道至今的代表作，專輯內12首就有安德斯10首詞曲創作，比如有〈You Know What It's Like〉、〈Wanting〉、〈I'll Be Loving You〉等歌曲。隨後又在2003年發行《Latina》和《Eclectica》等二張專輯，以及在2004年和2008年分別發行《Last Tango In Rio》和《Bossa Beleza》等二張專輯。

## 專輯
- 《Wanting》（1998年）
- 《Latina》（2003年）
- 《Eclectica》（2003年）
- 《Last Tango In Rio》（2004年）
- 《Bossa Beleza》（2008年）
- 《Cool Again》（2015年）

## 腳註
1. ↑  .   [2016-03-16]. （原始内容存档于2009-10-27）.
2. ↑  allmusic bio and performance credits
3. ↑  .   [2016-03-16]. （原始内容存档于2009-09-16）.
4. 1 2  .   [2016-03-16]. （原始内容存档于2012-02-24）.

## 外部連結
- 官方網站 （页面存档备份，存于）